# Dendryphantes yadongensis
Dendryphantes yadongensis là một loài nhện trong họ Salticidae.
Loài này thuộc chi Dendryphantes. Dendryphantes yadongensis được Hsen Hsu Hu miêu tả năm 2001.